# سنت-الن-دو-مانسبورگ، کبک
سَنت-اِلِن-دو-مانسبورگ (به فرانسوی: Sainte-Hélène-de-Mancebourg) قصبه‌ای در منطقه شهری آبیتیبی-وست ناحیه آبیتیبی-تمیسکامنگ در استان کبک کانادا است. در سرشماری سال ۲۰۱۱ این قصبه ۳۷۴ نفر جمعیت داشته‌است و مساحت آن ۶۸٫۲۹ کیلومتر مربع است.